# سيمي زايم
سيمي زايم (بالهولندية: Sieme Zijm)‏ (25 يناير 1978 بدن هيلدر في هولندا - ) هو لاعب كرة قدم هولندي في مركز الوسط. لعب مع إي زد ألكمار وبي إي سي زفوله وسبارتا روتردام وغو أهد إيغلز ونادي إكسلسيور ونادي إيمن ونادي دوردريخت.

## وصلات خارجية
- سيمي زايم على موقع قاعدة بيانات كرة القدم.إي يو (الإنجليزية)